# Votobia
VOTOBIA  s.r.o. bylo české knižní nakladatelství se sídlem v Olomouci, které působilo v letech 1991 až 2009. Kvůli předlužení byl na nakladatelství vyhlášen konkurs, který vedl k rozprodání majetku a likvidaci společnosti.
V roce 1996 bylo aktérem kauzy kolem vydání kuchařky Adama Gottlieba Vaříme s konopím, kdy jeho společníci Tomáš Koudela, Petr Jüngling a Jaroslav Vacl byli obviněni z trestného činu šíření toxikomanie.